# 오고촌 (야마구치현)
오고촌(麻郷村)은 야마구치현 구마게군에 설치되었던 촌이다. 현재의 다부세정에 해당한다.